# Боке (регіон)
Боке (фр. Boké) — регіон на північному заході Гвінеї.

## Географія
Боке на південному заході омивається Атлантичним океаном, межує на північному сході з регіоном Лабе, на південному сході — з Кіндія, на півночі з Сенегалом, на північному заході з Гвінеєю-Бісау.

## Клімат

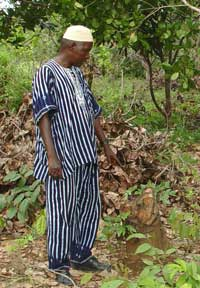
Власник плантації у префектурі Боке

| Клімат Боке                                | Клімат Боке | Клімат Боке | Клімат Боке | Клімат Боке | Клімат Боке | Клімат Боке | Клімат Боке | Клімат Боке | Клімат Боке | Клімат Боке | Клімат Боке | Клімат Боке | Клімат Боке |
| Показник                                   | Січ.        | Лют.        | Бер.        | Квіт.       | Трав.       | Черв.       | Лип.        | Серп.       | Вер.        | Жовт.       | Лист.       | Груд.       | Рік         |
| Середній максимум, °C                      | 39,7        | 38,4        | 40,5        | 40,1        | 38,5        | 35,0        | 32,8        | 32,4        | 33,1        | 33,9        | 35,5        | 35,7        | 36,3        |
| Середня температура, °C                    | 26,3        | 27,9        | 29,1        | 29,7        | 28,3        | 27,1        | 27,4        | 25,4        | 24,0        | 26,8        | 28,2        | 27,2        | 27,3        |
| Середній мінімум, °C                       | 14,4        | 15,7        | 17,7        | 19,9        | 20,9        | 20,4        | 20,7        | 20,5        | 19,7        | 20,1        | 18,1        | 14,4        | 18,5        |
| Середня кількість сонячних годин на місяць | 234         | 219         | 246         | 231         | 219         | 171         | 129         | 113         | 143         | 188         | 218         | 215         | 2326        |
| Норма опадів, мм                           | 0           | 0.1         | 0.2         | 9           | 105         | 258         | 485         | 424         | 545         | 317         | 67          | 2           | 2212.3      |
| Днів з опадами                             | 0           | 0           | 0           | 1           | 7           | 15          | 23          | 25          | 22          | 17          | 4           | 0           | 114         |
| Вологість повітря, %                       | 53          | 58          | 53          | 55          | 67          | 76          | 75          | 82          | 92          | 78          | 69          | 58          | 68          |
| ------------------------------------------ | ----------- | ----------- | ----------- | ----------- | ----------- | ----------- | ----------- | ----------- | ----------- | ----------- | ----------- | ----------- | ----------- |

## Історія
У 1843 році Луї Едуард Буе-Вільома на бризі «Malouine», був посланий до західних берегів Ґвінеї досліджувати їх та зав'язати торговельні відносини з тубільцями. На території нинішнього регіону Боке він заснував 3 факторії: Великий Бассам, Ассіньї та Ґабун.

## Населення
Чисельність населення регіону, станом на 2014 рік, складала 1 081 445 осіб.
| 1996    | 2009      | 2014      |
| ------- | --------- | --------- |
| 760 119 | 1 036 700 | 1 081 445 |

Регіон Боке населений переважно представниками народів фульбе, йоруба та загава.

## Адміністративний поділ
Регіон Боке поділяється на 5 префектур:
| № | Назва (укр.) | Назва (фр.)         | Адміністративний центр | Площа (км²) | Населення (2014) |
| - | ------------ | ------------------- | ---------------------- | ----------- | ---------------- |
| 1 | Боффа        | Boffa Prefecture    | Боффа                  | 5 050       | 212 583          |
| 2 | Боке         | Boké Prefecture     | Боке                   | 11,124      | 49 405           |
| 3 | Фрія         | Fria Prefecture     | Фрія                   | 2,016       | 96 527           |
| 4 | Ґауаль       | Gaoual Prefecture   | Ґауаль                 | 7,758       | 194 245          |
| 5 | Кундара      | Koundara Prefecture | Кундара                | 5,238       | 130 205          |

## Економіка
У регіоні Боке були виявлені великі родовища бокситів та напівкоштовного каміння — рожевий та зелений кварц, халцедон та інші.